# Vicente Sánchez
Vicente Martín Sánchez Bragunde (ur. 7 grudnia 1979 w Montevideo) – urugwajski piłkarz z obywatelstwem amerykańskim występujący najczęściej na pozycji skrzydłowego, trener piłkarski.